# Alto (Californie)
Pour les articles homonymes, voir Alto et Alto (toponyme).
Alto est une census-designated place située dans le comté de Marin, dans l’État de Californie, aux États-Unis. Sa population s’élevait à 711 habitants lors du recensement de 2010.

## Démographie
| 2000 | 2010 | - | - | - | - |
| ---- | ---- | - | - | - | - |
| 700  | 711  | - | - | - | - |